# بونانزا (یوتا)
بونانزا (به انگلیسی: Bonanza) یک منطقهٔ مسکونی در ایالات متحده آمریکا است که در شهرستان یینتا، یوتا واقع شده‌است. بونانزا ۱ نفر جمعیت دارد و ۱٬۶۶۶٫۰۶ متر بالاتر از سطح دریا واقع شده‌است.